# Relaciones Chile-Maldivas
Las relaciones Chile-Maldivas son las relaciones internacionales entre la República de Chile y la República de Maldivas.

## Historia

### sigloXX
Las relaciones diplomáticas entre Chile y Maldivas fueron establecidas el 1 de marzo de 1987.

## Relaciones comerciales
En 2023, el intercambio comercial entre ambos países ascendió a los 360 mil dólares estadounidenses, lo que supuso un -6% de crecimiento promedio anual en los últimos cinco años, constando exclusivamente de exportaciones de vino chileno a Maldivas.

## Misiones diplomáticas
- Chile no cuenta con representaciones diplomáticas ni consulares en Malé.[3]
- Maldivas no cuenta con representaciones diplomáticas ni consulares en Santiago de Chile.[3]